# Памятник героям-школьникам
Памятник героям-школьникам — мемориал, установленный в Москве в 1971 году у здания школы № 110 (Столовый переулок, 10/2). Посвящён школьникам, погибшим в Великой Отечественной войне. Авторы памятника — скульптор Д. Ю. Митлянский, архитекторы Е. А. Розенблюм и П. И. Скокан. Памятник имеет статус объекта культурного наследия регионального значения.

## История
В 1968 году на всесоюзной художественной выставке «50-лет ВЛКСМ» в Центральном выставочном зале выпускник школы № 110 Д. Ю. Митлянский представил свою скульптуру «Реквием 41-го года», которую он посвятил памяти товарищей, погибших на фронте. Ученики школы выступили с предложением установить этот памятник на школьном дворе.
Торжественное открытие памятника состоялось 22 июня 1971 года. Он был изготовлен по проекту выпускников этой школы — скульптора Д. Ю. Митлянского, архитекторов Е. А. Розенблюма и П. И. Скокана. Памятник представлял собой стоящих на постаменте в полный рост 5 бронзовых фигур погибших добровольцев-десятиклассников (Юрий Дивильковский, Игорь Купцов, Игорь Богушевский, Григорий Родин и Габор Рааб). Школьники одеты в шинели, на плечах у них — винтовки. На постаменте была надпись «Будьте памяти павших достойны. 1941—1945». У подножья постамента находилась мраморная доска с фамилиями 100 учеников и преподавателей школы, погибших на войне.
В 1993 году памятник подвергся вандализму, после чего фигуры пришлось перенести в школьный музей. Чтобы обезопасить памятник от дальнейших актов вандализма, скульптор Д. Ю. Митлянский и архитектор Б. С. Маркус разработали проект его реконструкции. Обновлённый памятник был установлен на стене школы со стороны Ножового переулка. Новый памятник представляет собой уменьшенную копию старого, на его постамент нанесена более точная цитата из «Реквиема» Роберта Рождественского: «Памяти павших будьте достойны».